# ジャンカルロ・ペリス
ジャンカルロ・ペリス（Giancarlo Peris、1941年11月4日 -）はギリシャ系のイタリアのトラック選手。1960年ローマオリンピックで最終聖火ランナーを務めた。

## 経歴
ローマから北西70kmにあるティレニア海の港町チヴィタヴェッキアに生まれる。イタリアオリンピック委員会はオリンピックの最終聖火ランナーはジュニアクロスカントリーランニングレースの優勝者とすることを決定した。ペリスはこのレースに勝利し、最終聖火ランナーに選ばれた。ペリスは有望な陸上競技の選手でもあり、オリンピック開会式の数か月前には自国のナショナルジュニア/シニアチームのためにポーランドと争った。
のちにチヴィタヴェッキアの技術高校G. Baccelliの歴史とイタリア語の教師となった。小さな陸上クラブのコーチも務めていた。